# Ферхен
Ферхен (нем. Verchen) — община в Германии, в земле Мекленбург-Передняя Померания.
Входит в состав района Деммин. Подчиняется управлению Деммин-Ланд.  Население составляет 422 человека (на 31 декабря 2010 года). Занимает площадь 11,68 км².